# Coeur d'Alene (ciudad)
Coeur d'Alene es una ciudad ubicada en el condado de Kootenai en el estado estadounidense de Idaho. En el año 2010 tenía una población de 44.137 habitantes y una densidad poblacional de 1.253,89 personas por km².

## Geografía
Coeur d'Alene se encuentra ubicado en las coordenadas 47°41′34″N 116°46′48″O / 47.69278, -116.78000. Según la Oficina del Censo, la localidad tiene un área total de 35,2 km² (13,6 mi²), de la cual 34 km² (13,1 mi²) es tierra y 1,2 km² (0,5 mi²) (3.46%) es agua.

## Demografía
En el 2000 la renta per cápita promedia del hogar era de $33,001, y el ingreso promedio para una familia era de $39,491. En 2000 los hombres tenían un ingreso per cápita de $31,915 contra $21,092 para las mujeres. El ingreso per cápita para la localidad era de $17,454. Alrededor del 12.8% de la población estaba bajo el umbral de pobreza nacional.